# Скрестив мечи
«Скрестив мечи» (англ. Crossing Swords) — американский мультипликационный сериал для взрослой аудитории, снятый методом кукольной анимации. Был создан Джоном Херветайном IV и Томом Рутом для сервиса Hulu. Премьера первого сезона состоялась 12 июня 2020 года, премьера второго — 10 декабря 2021 года.

## Сюжет
Действие сериала происходит в мире, похожем на европейское Средневековье. Главный герой — крестьянин Патрик, который становится оруженосцем (эксвайром) в королевском замке. Патрик давно мечтал об этом, однако выясняется, что новая работа — источник больших проблем.
Важная составляющая действия — смелый юмор «на грани».

## Персонажи и озвучивание
- Николас Холт — Патрик, новый сквайр короля Молодца, брат Корел, Бларни и Рубена.
- Люк Эванс — Король Молодец.
- Аланна Юбак — Королева Тюльпан, жена Молодца.
- Майя Эрскин — Принцесса Цветик, дочь Молодца и Тюльпан.
- Адам Палли — Бульон (Борщик), лучший друг Патрика.
- Тара Стронг — Корел, сестра Патрика, Бларни и Рубена, королева пиратов.
  - Стронг также озвучивает Трину Франклин, отважную крестьянскую девушку.
- Тони Хейл — Бларни (Вздорник), брат Патрика, Корел и Рубена.
- Адам Рей — Рубен, брат Патрика, Корел и Блерни, главарь лесных разбойников.
- Сет Грин — Кварцовски, Королевский маг.
- Брекин Мейер — Гленн, отец Патрика, Корел, Бларни и Рубена.
- Венди Маклендон-Кови — Дорин, мать Патрика, Корел, Бларни и Рубена.

## Список эпизодов
| Сезон | Серии | Серии | Даты показа     | Даты показа     |
| ----- | ----- | ----- | --------------- | --------------- |
| 1     | 10    | 10    | 12 июня 2020    | 12 июня 2020    |
| 2     | 10    | 10    | 10 декабря 2021 | 10 декабря 2021 |

### Сезон 1 (2020)
| № общий | № в сезоне | Название                                          | Режиссёр          | Автор сценария                      | Дата премьеры |
| --- | ---------- | ------------------------------------------------- | ----------------- | ----------------------------------- | ------------- |
| 1 | 1          | «Пилот» «Pilot»                                   | Джон Херветайн IV | Джон Херветайн IV и Том Рут         | 12 июня 2020  |
| Патрик попадает на турнир по отбору в сквайры и обнаруживает, что все остальные участники жульничают.                                                |            |                                                   |                   |                                     |               |
| 2 | 2          | «Машина смерти с джакузи» «Hot Tub Death Machine» | Джон Херветайн IV | Том Рут                             | 12 июня 2020  |
| Король Молодец для поднятия своего рейтинга решает организовать публичную казнь.                                                                     |            |                                                   |                   |                                     |               |
| 3 | 3          | «Неделя Кракена» «What's Kraken?»                 | Джон Херветайн IV | Шон Лавери                          | 12 июня 2020  |
| Патрик дарит родителям билеты на круиз, но корабль захватывают.                                                                                      |            |                                                   |                   |                                     |               |
| 4 | 4          | «ЗверьФест» «In the Line of Squire»               | Джон Херветайн IV | Эми Рид                             | 12 июня 2020  |
| Король Молодец велит Патрику следить за тем, чтобы принцесса Цветик сидела взаперти, но она сбегает на концерт. Патрик и Бульон отправляются за ней. |            |                                                   |                   |                                     |               |
| 5 | 5          | «Клоунада» «Let Them Eat Clown»                   | Джон Херветайн IV | Шон Лавери, Эми Рид и Мэгги Монахэн | 12 июня 2020  |
| Король и королева уезжают, оставляя шута за главного.                                                                                                |            |                                                   |                   |                                     |               |
| 6 | 6          | «Мимимесячные» «My Super Sweet Period Party»      | Джон Херветайн IV | Мэгги Монахэн                       | 12 июня 2020  |
| Принцесса Цветик с помощью тёти Донны, сидящей в тюрьме, пытается на час воскресить своего парня.                                                    |            |                                                   |                   |                                     |               |
| 7 | 7          | «Волшебные бобы» «Look Who’s Stalking»            | Джон Херветайн IV | Шон Лавери                          | 12 июня 2020  |
| Волшебные бобы вырастают до неба. Король Молодец взбирается по ним на небо. Патрик поднимается за ним.                                               |            |                                                   |                   |                                     |               |
| 8 | 8          | «Чума» «The Snow Job»                             | Джон Херветайн IV | Мэгги Монахэн                       | 12 июня 2020  |
| Многочисленные трупы вызвали эпидемию чумы. Королевская семья спасается от неё в заснеженных горах.                                                  |            |                                                   |                   |                                     |               |
| 9 | 9          | «Лабиринтище» «The A-Moooo-Zing Race»             | Джон Херветайн IV | Эми Рид                             | 12 июня 2020  |
| Принцессу похитили и спрятали в лабиринте Минотавра. От умирающего Минотавра Патрик узнал, что похищение принцессы было отвлекающим манёвром.        |            |                                                   |                   |                                     |               |
| 10 | 10         | «Оковы монархии» «Unchained Monarchy»             | Джон Херветайн IV | Том Рут                             | 12 июня 2020  |
| Патрик отправляется спасать королевство. Зачинщицей переворота оказывается дочь Донны, намеренная захватить власть.                                  |            |                                                   |                   |                                     |               |

### Сезон 2 (2021)
| № общий | № в сезоне | Название                                                 | Режиссёр                         | Автор сценария     | Дата премьеры   |
| ------- | ---------- | -------------------------------------------------------- | -------------------------------- | ------------------ | --------------- |
| 11      | 1          | «Shamrock Shakedown» «Поле клеверных чудес»              | Джон Херветайн IV и Брэдли Шафер | Шон Кенджи Перлман | 10 декабря 2021 |
| 12      | 2          | «Toxic Femininity» «Токсичная женственность»             | Джон Херветайн IV и Брэдли Шафер | Марина Шифрин      | 10 декабря 2021 |
| 13      | 3          | «Destination: Wedding» «Направление: Свадьба»            | Джон Херветайн IV и Брэдли Шафер | Майкл Поиссон      | 10 декабря 2021 |
| 14      | 4          | «Good Vibrations» «Хорошие колебания»                    | Джон Херветайн IV и Брэдли Шафер | Брэнди Финмарк     | 10 декабря 2021 |
| 15      | 5          | «Get Your Minchachas Out» «Вытащите свои минхачи»        | Джон Херветайн IV и Брэдли Шафер | Том Рут            | 10 декабря 2021 |
| 16      | 6          | «Tent Pitching» «Установка палатки»                      | Джон Херветайн IV и Брэдли Шафер | Марина Шифрин      | 10 декабря 2021 |
| 17      | 7          | «Nothin, Usurp With U» «Ничего, узурпация с U»           | Джон Херветайн IV и Брэдли Шафер | Аманда Барнс       | 10 декабря 2021 |
| 18      | 8          | «Sad-iator» «Сад-иатор»                                  | Джон Херветайн IV и Брэдли Шафер | Шон Кенджи Перлман | 10 декабря 2021 |
| 19      | 9          | «Knight Of The F**king Dead» «Рыцарь гребаных мертвецов» | Джон Херветайн IV и Брэдли Шафер | Брэнди Финмарк     | 10 декабря 2021 |
| 20      | 10         | «Hard Day’s Knight» «Рыцарь трудного дня»                | Джон Херветайн IV и Брэдли Шафер | Мэгги Монахан      | 10 декабря 2021 |

## Создание и оценки
27 сентября 2018 года было объявлено, что Hulu запускает в производство первый сезон нового сериала из десяти эпизодов. К созданию сериала были привлечены авторы «Робоцыпа» Джон Херветайн IV и Том Рут. Производством занялась компания Stoopid Buddy Stoodios, дистрибутор стала Sony Pictures Television. Первый сезон вышел на экраны 12 июня 2020 года в Hulu сообщили о продлении сериала на второй сезон. Его премьера состоялась 10 декабря 2021 года. В июне 2020 года сериал был официально закрыт.
На сайте-агрегаторе рецензий Rotten Tomatoes первый сезон получил рейтинг 27 %. Согласно консенсусу критиков сайта, плюсы сериала — «очаровательный деревянный персонаж» и причудливые декорации, минусы — «грязные диалоги» и низкий уровень визуальных эффектов.